# Pavlovská přehrada
Pavlovská přehrada (rusky Павловское водохранилище) je přehradní nádrž na území Baškortostánu v Rusku. Má rozlohu 120 km². Je 150 km dlouhá a maximálně široká 2 km. Průměrná hloubka je 11,8 m. Má objem 1,41 km³.

## Vodní režim
Nádrž na řece Ufě za hrází Pavlovské vodní elektrárny byla naplněna v letech 1959-61. Úroveň hladiny kolísá v rozsahu 11,5 m.

### Přítoky
- Jurjuzaň
- Tjuj

## Využití
Reguluje sezónní kolísání průtoku. Využívá se pro energetiku, vodní dopravu, splavování dřeva a zásobování vodou.